# Viracucha paraguayensis
Viracucha paraguayensis är en spindelart som först beskrevs av Embrik Strand 1909.  
Viracucha paraguayensis ingår i släktet Viracucha och familjen Ctenidae. Inga underarter finns listade i Catalogue of Life.